# Ронкијетис (Удине)
Ронкијетис је насеље у Италији у округу Удине, региону Фурланија-Јулијска крајина.
Према процени из 2011. у насељу је живело 98 становника. Насеље се налази на надморској висини од 33 м.